# Cerasela Hordobețiu
Cerasela Simona Hordobețiu (ur. 11 października 1968 w Sybinie) – rumuńska łyżwiarka szybka, dwukrotna olimpijka.

## Kariera
Zajęła 17. miejsce na mistrzostwach świata juniorów w wieloboku w 1987. Na kolejnych mistrzostwach w 1988 została pierwotnie sklasyfikowana na 8. miejscu, lecz następnie zdyskwalifikowana z powodu dopingu, co uniemożliwiło jej start w igrzyskach olimpijskich w 1988 w Calgary (tak samo, jak jej koleżance z reprezentacji Rumunii Mihaeli Dascălu).
Ponownie startowała w zawodach międzynarodowych od 1991. Wystąpiła we wszystkich pięciu konkurencjach na igrzyskach olimpijskich w 1992 w Albertville i na igrzyskach olimpijskich w 1994 w Lillehammer, uzyskując najlepsze miejsce w 1992 w wyścigu na 3000 metrów (18), a w 1994 w wyścigu na 5000 metrów (14). W okresie od 1992 do 1997 startowała w mistrzostwach świata, a od 1992 do 1999 w mistrzostwach Europy w wieloboju. Jej najwyższą lokatą było 8. miejsce w mistrzostwach Europy w 1993 w Heerenveen.     